# Spoorlijn Limoges-Bénédictins - Angoulême
De spoorlijn Limoges-Bénédictins - Angoulême is een Franse spoorlijn van Limoges naar Angoulême. De lijn is 121,3 km lang en heeft als lijnnummer 610 000.

## Geschiedenis
De lijn werd in geopend door de Compagnie des chemins de fer des Charentes tussen Limoges-Montjovis en Pontouvre op 26 april 1875. Het beginpunt in Limoges was het station Limoges-Charentes, het tegenwoordige Limoges-Montjovis. In Angoulême was het oorspronkelijke eindpunt station Angoulême-Charentes en later Angoulême-État, tegenover station Angoulême-PO van de Compagnie du chemin de fer de Paris à Orléans, het tegenwoordige station van Angoulême. In 1892, na het overgaan van de concessie naar Compagnie du chemin de fer de Paris à Orléans, werd de spoorlijn in Angoulême aangesloten op het station van de PO. In 1894 werd een rechtstreekse verbinding tussen Limoges-Bénédictins en Limoges-Montjovis voltooid.
Sinds 13 maart 2018 is er geen personenvervoer meer tussen Saillat-Chassenon en Angoulême. De eerste werkzaamheden voor heropening van de lijn zijn voorzien voor 2027, de heropening zou dan tegen 2030 zijn.

## Treindiensten
De SNCF verzorgt het personenvervoer op dit traject met TER treinen.
| Serie | Treinsoort | Route                                     | Bijzonderheden |
| ----- | ---------- | ----------------------------------------- | -------------- |
| L 18  | TER (SNCF) | Limoges-Bénédictins – Saillat - Chassenon |                |

## Aansluitingen
In de volgende plaatsen is of was er een aansluiting op de volgende spoorlijnen:
Limoges-Bénédictins
RFN 590 000, spoorlijn tussen Les Aubrais-Orléans en Montauban-Ville-Bourbon
RFN 606 000, spoorlijn tussen Le Dorat en Limoges-Bénédictins
RFN 611 000, spoorlijn tussen Limoges-Bénédictins en Périgueux
Limoges-Montjovis
RFN 590 306, raccordement tussen Limoges-Puy-Imbert en Limoges-Montjovis
Saillat - Chassenon
RFN 615 000, spoorlijn tussen Saillat-sur-Vienne en Bussière-Galant
Roumazières-Loubert
RFN 608 000, spoorlijn tussen Roumazières-Loubert en Le Vigeant
RFN 609 000, spoorlijn tussen Ruffec en Roumazières-Loubert
Le Quéroy-Pranzac
RFN 617 000, spoorlijn tussen Le Quéroy-Pranzac en Thiviers
Magnac - Touvre
RFN 618 000, spoorlijn tussen Magnac-Touvre en Marmande
Angoulême
RFN 570 000, spoorlijn tussen Paris-Austerlitz en Bordeaux-Saint-Jean
RFN 577 100, aansluiting havenstation van Houmeau
RFN 579 000, spoorlijn tussen Beillant en Angoulême